# ФК Хатван

ФК Хатван (мађ. Futball Club Hatvan), је мађарски фудбалски клуб. Седиште клуба је у Хатвану, Мађарска. Боје клуба су плава и жута. Тренутно се такмичи у НБ III.

## Промена имена
- ?–1950: Хатван Цукорђар ШЕ − Hatvani Cukorgyári SE
- 1950–51: Хатван ЕДОС − Hatvani ÉDOSz
- 1951–80: Хатван Кинижи ШК − Hatvani Kinizsi SK
- 1980: ујединио се са Хатван Спартакус ШК, АФЕС Вереш метеор и МАВ Хатван АК
- 1980–90: Хатван Кинижи вашуташ шпорт клуб − Hatvani Kinizsi Vasutas Sport Club
- 1990–91: Хатван ДЕКО ШЕ − Hatvani DEKO SE
- 1991–92: Хатван Кинижи вашуташ шпорт клуб − Hatvani Kinizsi Vasutas Sport Club
- 1992–данас: Фудбалски клуб Хатван − Futball Club Hatvan